# Орєхово (Зеленоградський район)
Орєхово (рос. Орехово) — селище Зеленоградського району, Калінінградської області Росії. Входить до складу Красноторовського сільського поселення.
Населення — 154 особи (2015 рік).

## Населення
| 2002 | 2010 |
| ---- | ---- |
| 173  | ↘154 |